# ماکسیم داداشف
ماکسیم کایبخانویچ داداشف (روسی: Максим Каибханович Дадашев؛ ۳۰ سپتامبر ۱۹۹۰ – ۲۳ ژوئیهٔ ۲۰۱۹) بوکسور اهل روسیه در سبک‌وزن (۶۳٫۵) بود. او در شهر سن پترزبورگ با ریشه لزگی‌ها بدنیا آمد.

## مرگ
او در ۱۹ ژوئیه ۲۰۱۹ پس از مسابقه طولانی با سوبریل ماتیاس، بوکسور اهل پورتوریکو که ۱۱ راند کشید به کما رفت. در راند یازدهم به درخواست مربی وی مسابقه متوقف شد اما او علت به شدت جراحات وارده در بیمارستان در گذشت.
او پیش از این مسابقه ۱۳ بار در مسابقات بوکس حرفه‌ای شرکت بود و هر ۱۳ مسابقه را برده بود. آخرین مسابقه او نیز در چهارچوب سازمان IBF برگزار می‌شود.
۱۳ مبارزه ابتدایی خود در بوکس حرفه‌ای را با پیروزی پشت سر گذاشته بود و در ۱۱ مبارزه از طریق ناک‌اوت یا ناک‌اوت فنی حریفان را مغلوب خود ساخته بود. آخرین مبارزه داداشف نیز در چهارچوب سازمان IBF برگزار شد. او در صورت این مسابقه می‌توانست با قهرمان کمربند مافوق سبک‌وزن IBF مبارزه کند.